# 山田町 (名古屋市西区)
山田町（やまだちょう）は、名古屋市西区にある町。名古屋市の北西部にあり、西区のうち庄内川の北部に位置する住宅地、準工業地域である。近年は道路整備（名古屋第二環状自動車道、国道302号）と宅地開発により急激に都市化しつつある。
1955年（昭和30年）10月1日に名古屋市に合併する前の西春日井郡山田村であり、行政上は名古屋市西区山田支所が管轄する。

## 町内の駅
- 名鉄犬山線・名古屋市営地下鉄鶴舞線 上小田井駅
- 名鉄犬山線 中小田井駅
- 名古屋市営地下鉄鶴舞線 庄内緑地公園駅
- JR東海交通事業城北線 小田井駅、比良駅

## 町内の学校

### 小学校
- 名古屋市立山田小学校
- 名古屋市立大野木小学校
- 名古屋市立比良小学校
- 名古屋市立比良西小学校
- 名古屋市立中小田井小学校
- 名古屋市立平田小学校
- 名古屋市立浮野小学校

### 中学校
- 名古屋市立山田中学校
- 名古屋市立山田東中学校
- 名古屋市立平田中学校

### 高等学校
- 名古屋市立山田高等学校

### 特別支援学校
- 愛知県立名古屋特別支援学校

## 町内の大規模商業施設
- mozoワンダーシティ

## 町内の公園
- 庄内緑地
- 赤城公園
- 中小田井公園
- 五町公園
- 南出公園
- 五才美公園
- 道間公園
- 蛇池公園

## 現存する山田町
山田村の名古屋市編入時より様々な町が編成され独立しており、現在住所としての山田町が残る地域は以下の通りである。
- 山田町大字大野木 - 洗堰緑地・庄内川河川敷など
- 山田町大字上小田井 - 庄内緑地・CBC自動車学校・中京自動車学校・道路・庄内川河川敷・新川河川敷など
- 山田町大字平田 - 新川河川敷など
- 山田町大字中小田井 - 庄内緑地・庄内川河川敷・新川河川敷など
- 山田町大字比良 - 洗堰緑地など